# Ivo Barnabò Micheli

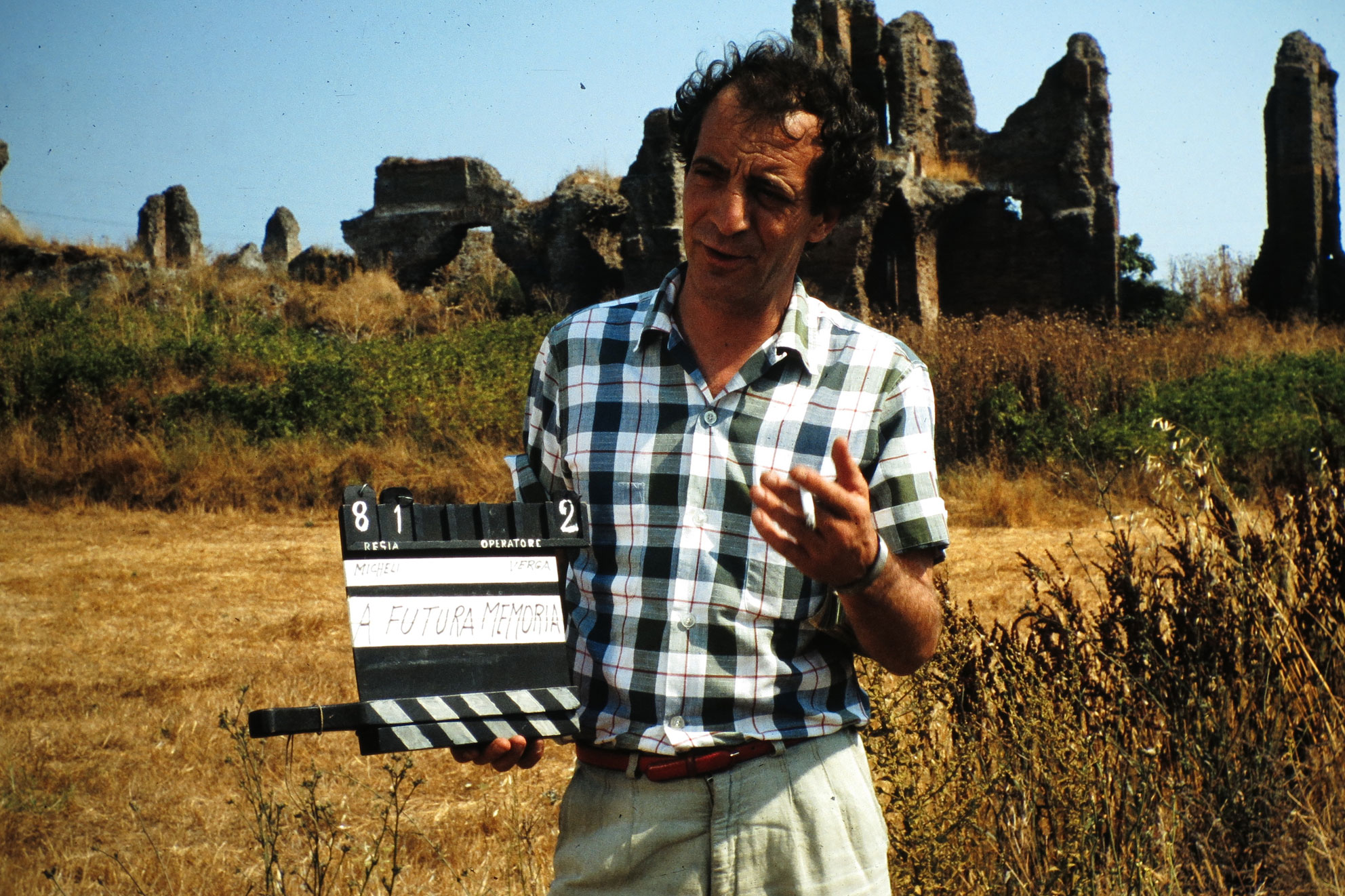
Ivo Barnabò Micheli sul set del film A futura memoria. Pier Paolo Pasolini a metà degli anni 80.

Ivo Barnabò Micheli (Brunico, 29 gennaio 1942 – Brunico, 20 luglio 2005) è stato un regista e sceneggiatore italiano.

## Biografia
Ivo Barnabò Micheli nacque a Brunico da padre italiano e madre austriaca e crebbe quindi, bilingue, a cavallo tra due culture. Agli inizi degli anni '60 si spostò a Roma per studiare Lettere e filosofia e poi Sociologia presso l'Università La Sapienza. Nel frattempo fece il professore nelle scuole alto-atesine e collaborò alle “terze pagine” di varie riviste.
Nel 1968 realizzò i suoi primi filmati per Il Terzo Programma della RAI e comparve come attore nel film “Discutiamo, Discutiamo” di Marco Bellocchio.
Tra il 1968 e il 2001 realizzò come sceneggiatore e regista quasi 30 opere tra documentari e film lungometraggi, gran parte dei quali sia in lingua italiana che in lingua tedesca.
Gli autori della prima biografia, uscita nel 2015 per il decennale della scomparsa, identificano 3 temi centrali nell'opera di Ivo Barnabò Micheli:
1. Il tema dell'emarginazione e dell'eresia (Micheli usa il termine identità negata), visibile nei film su Pier Paolo Pasolini, Norbert Conrad Kaser, Galileo Galilei e Giordano Bruno e - riguardo al confronto con la sua terra d'origine, l'Alto Adige - presente anche nei suoi film La memoria di Kunz e Grenzen
2. Il tema del viaggio, inteso come ricerca della propria identità in mondi estranei. Micheli gli scopre soprattutto in Africa (Eritrea, Sudan, Timbuktu), lungo il Danubio, ma durante gli anni 70 anche in zone di periferia italiana (Magliana, Sardegna) in situazioni di lotta sociale.
3. Il tema della memoria del cinema e della letteratura, visibile nei film di Micheli su Cesare Zavattini, Heinrich Böll, Roberto Rossellini, Karl Kraus e Pier Paolo Pasolini

Egli scriveva delle proprie opere:  “hanno come filo rosso il tema della “radicalità”, da intendersi non solo come momento di ricerca delle radici dell'uomo in rapporto al suo ambiente e al suo tempo, ma anche come momento di provocazione e di rivolta contro l'identità negata, sul piano individuale o collettivo che sia.”

## Filmografia parziale[4]

### Regista
- La memoria di Kunz (1970)
- I corvi (1971)
- Cesare Zavattini: Sprechen wir viel von mir (1972)
- Troppo di Niente  (1975)
- Heinrich Böll (1977)
- Eritrea (1978)
- Eingeklemmt. Notizen für einen Film über Norbert C. Kaser (1984)
- Il lungo inverno (1985)
- A futura memoria: Pier Paolo Pasolini (1985)
- Roberto Rossellini - I giorni dell'avventura (1988)
- Eppur si muove! (1989)
- Im Visier: Die letzten Tage der Menschheit. Ein Film über Karl Kraus, den Krieg und die Journalisten (1992)
- Timbuktu oder Der Traum von einem Ziel (1996)
- Mila 23 - C'era una volta il Danubio (1997)
- Grenzen (2001)
- George Tabori: Mein Kampf. Filmnotizen zum gleichnamigen Bühnenstück (2001)